# Osservatorio della Sierra Nevada
| 136108 Haumea | 7 marzo 2003 |

L'osservatorio della Sierra Nevada (in spagnolo: Observatorio de Sierra Nevada), a volte indicato tramite l'acronimo OSN, è un osservatorio astronomico spagnolo situato sulla loma de Dílar, nella cordigliera della Sierra Nevada, alle coordinate 37°03′51.19″N 3°23′04.92″W ad un'altitudine di 2.896 m s.l.m., gestito dall'Istituto di Astrofisica dell'Andalusia (IAA). Il suo codice MPC è J86 Sierra Nevada Observatory.

## Descrizione
È stato inaugurato nel 1981 in sostituzione dell'ormai obsoleto osservatorio del Mojón del Trigo. Il Minor Planet Center lo accredita per la scoperta di quattro asteroidi effettuate tra il 2003 e il 2008, tra cui Haumea la cui scoperta divenne oggetto di un contenzioso con il gruppo di lavoro dell'Osservatorio di Monte Palomar.